# Бекир Фикри паша
Бекир Фикри паша Гребена (на турски: Bekir Aga Grebenali, Bekir Fikri Efendi, на албански: Beqir Grebena; на гръцки: Μπεκήρ Φικρί) е османски военачалник от Македония.

## Биография
Роден е в 1882 година във валахадското гревенско село Чурхли, тогава в Османската империя, днес в Гърция. Носи като прякор името на Гревена. На ранна възраст влиза в турската армия и се бие в Йемен. Завръща се в Гревена в 1907 година като капитан и става командир на гревенската жандармерия. Бекир Фекри паша е подбудител на убийството на митролотит Емилиан Гревенски, извършено от дейци на румънската пропапаганда. Бекир е поддръжник на младотурците и смята, че турци и албанци трябва заедно да възпират гръцките експанзионистични стремежи. Гърците убиват родителите му, чичо му и двете му сестри.
По време на Балканската война в 1912 - 1913 година като юзбашия (капитан) Фикри Бекри Гребена организира корпус от 80 души милиция и 500 жандармеристи, с който задържа няколко месеца гръцките части между Лесковик и Коница, за което получава прякора Grebena kahramanı, Гревенският герой и титлата бей. Самият Гребена предпочита обикновената титла ага. Оттегля се в Албания, а след това се насочва към Румъния и Цариград.
В края на 1913 година Гребена командва батальон в османската столица, охраняващ Високата порта. Османското правителство му възлага мисия за създаване на османско-български съюз, който да включва и Албания, за да може да се противопостави на Букурещкия договор от 1913 година.
Гребена оглавява и таен комитет за налагане на мюсюлмански владетел на новосъздадения албански престол. Гребена преговаря във Вльора с правителството на Исмаил Кемал бей Вльора, макар и публично да твърди, че единствено организира милиции за борба с гърците в Епир и със сърбите в Македония. Младотурците се надяват да наложат проосманска администрация в новосъздадена Албания и така държавата да стане автономна под османски суверенитет. В края на 1913 година цариградското правителство изпраща 375 войници в цивилно облекло към Албания на борда на австрийския параход „Меран“. Поддръжниците на заговора се надяват да провъзгласят военния министър Изет паша за крал под османски суверенитет. Заговорът е разкрит от Сирея бей Вльора, който информира Международната контролна комисия, която дава на холандските офицери от новата албанска жандармерия зелена светлина да действат както намерят за добре. На 6 януари майор Томпсън и генерал Вилем де Веер заемат телеграфа и пощите и при акостирането на „Меран“ успяват да арестуват 16 офицери и да изпратят 191 войници през Триест към Цариград. Гребена пристига във Вльора на 8 януари с параход от Пулия и е арестуван. На 14 януари военен съд под председателството на Де Веер започва процес за измяна срещу Гребена и още 6 турски и албански офицери. Бекир Гребена е осъден на смърт на 3 февруари и присъдата е потвърдена от Международната комисия. На 18 август 1914 година княз Вилхелм фон Вид помилва осъдените.
Бекир Фикри паша участва в Първата световна война. Изпратен е на Кавказкия фронт. На 16 октомври 1914 година е назначен за подполковник. Умира на 21 декември 1914 година при Битката при Саръкамъш.
Бекир Гребена е автор на книга за Балканските войни „Патриотични идеи: доверие в армията“ (Mefkure-i vatan: ordu'da iman).